# Operazione Cycle
L'operazione Cycle è un'azione militare che si è svolta dal 10 al 13 giugno 1940, durante la seconda guerra mondiale, volta ad evacuare da Le Havre 11 059 soldati britannici e alleati minacciati dall'avanzata tedesca dopo lo sfondamento della linea sulla Somme da parte della Wehrmacht.

## Background
L'operazione  Cycle è stata preceduta dalla più nota  Operazione Dynamo  (che permise in otto giorni, dal 26 maggio al 4 giugno 1940, di evacuare da Dunkerque 338 226 soldati britannici e francesi), e fu seguita dall'operazione Ariel  (che evacuò il resto della  seconda British Expeditionary Force dal territorio francese).
Il 9 giugno una flottiglia di cacciatorpediniere britannici e canadesi con il caccia HMS Codrington alla loro testa ed unità minori di rinforzo vennero inviate dall'ammiraglio sir William James a Le Havre, che raggiunsero la mattina del 10. Un totale di 11 059 soldati venne imbarcato, dei quali 9 000 vennero sbarcati a Cherbourg, in gran parte appartenenti alla 52ª divisione di fanteria  Lowlands ed alla 1ª divisione corazzata, mentre la parte rimanente delle due unità che non poté raggiungere il porto, tagliata fuori dall'avanzata tedesca, proseguì il ripiegamento verso est e venne poi imbarcata durante l'operazione Ariel. La notte tra il 10 e l'11 giugno, altri 2,137 britannici e 1,184 francesi vennero evacuati dalla cittadina di Veules e il giorno dopo, la parte restante venne costretta alla resa, compresi circa 6 000 fanti della 52ª  Lowlands.